# パク・ミョンフン
パク・ミョンフン（박명훈、1975年5月28日 - ）は韓国の俳優。大邱広域市出身。烏山大学卒業。LIMエンターテイメント所属。

## 略歴
1999年に演劇で俳優活動をスタートし長い間無名時代が続く。2013年ごろからテレビドラマにも出るようになり、2019年、商業映画に初出演したポン・ジュノ監督の『パラサイト 半地下の家族』が韓国映画で初めてアカデミー賞作品賞を受賞。この作品でキーマンとなる人物を演じると強い印象を与え、映画に登場する台詞にちなみ「リスペクトおじさん」と呼ばれるようになる。この演技で第56回百想芸術大賞では46歳にして新人演技賞を受賞した。
また同時期に世界配信され日本でも流行したドラマ『愛の不時着』にもソ・ダン（演：ソ・ジヘ）の叔父役で出演し注目を集める。

## 出演

### 映画
- 生きる（2015年） - ミョンフン 役
- スチールフラワー（2016年） - マスター 役
- アッシュフラワー（2017年） - ミョンホ 役
- パラサイト 半地下の家族（2019年） - オ・グンセ 役
- ただ悪から救ってください（2020年）
- 冬の夜に（2020年）
- ノリャン -死の海-（2023年） - 長寿院盛淳 役

### ドラマ
- 事件番号113 （2013年、SBS）
- 王家の家族たち（2013年、KBS2)
- 恋愛じゃなくて結婚（2014年、tvN）
- 雪路（2015年、KBS） - 警官 役
- パパはスーパースター!?（2015年、tvN）
- また!?オ・ヘヨン 〜僕が愛した未来〜（2016年、tvN） - イ・チャンス 役
- サークル：繋がった二つの世界（2017年、tvN）
- ピョン･ヒョクの恋（2017年、tvN） - コン・チョルミン 役
- 僕が見つけたシンデレラ～Beauty Inside～（2018年、JTBC）
- 愛の不時着（2019年、tvN） - コ・ミョンソク 役
- イブ（2022年、tvN） - カン・チギョム 役
- ペーパー・ハウス・コリア（2022年、Netflix） - チョ・ヨンミン 役
- ミッキ（2023年、Coupang Play） - ソン・ヨンジン 役
- ミッキPart2（2023年、Coupang Play） - ソン・ヨンジン 役

## 受賞
- 第28回釜日映画賞 助演男優賞（『パラサイト 半地下の家族』））[6]
- 第19回ディレクターズ・カット・アワード 新人男優賞（『パラサイト 半地下の家族』）[7]
- シアトル映画批評家協会賞2019 アンサンブルキャスト賞（『パラサイト 半地下の家族』）
- 第26回全米映画俳優組合賞キャスト賞（『パラサイト 半地下の家族』）[8]
- 第56回百想芸術大賞 男性新人演技賞（『パラサイト 半地下の家族』）[4]